# Hiligeo Afia
Hiligeo Afia is een bestuurslaag in het regentschap Nias Utara van de provincie Noord-Sumatra, Indonesië. Hiligeo Afia telt 1902 inwoners (volkstelling 2010).